# Oscar von Sydow
Oscar Fredrik von Sydow (Kalmar, 12 luglio 1873 – Stoccolma, 19 agosto 1936) è stato un politico svedese.

## Biografia
Figlio di un ricco aristocratico svedese e proprietario terriero di antica e nobile famiglia, fu destinato fin da giovane agli studi giuridici e conseguì nel 1890 il diploma per la magistratura, dopo essersi laureato in diritto all'Università di Uppsala nel 1894. Divenne poi direttore della Svea hovrätt, il principale settore amministrativo della giustizia svedese, divenendo poi nel 1907 assessore al Parlamento svedese.
Nel 1911 venne nominato Segretario di Stato al Ministero del Lavoro (Verwaltung). Ebbe poi numerosi incarichi presso i settori dell'industria, delle comunicazioni e della direzione dei consigli comunali e provinciali presso il Ministero degli Interni. Grande merito di von Sydow fu la rivoluzione che diede alle poste svedesi e inoltre introdusse l'uso del telegrafo nelle province più sperdute della Svezia; nel 1911 era stato appunto nominato governatore della provincia del Norrbotten.
Rappresentante di una corrente più o meno progressista ma di partenza monarchiche, dal febbraio 1914 fu ministro del lavoro nel governo di Hammarskjöld, e tra i suoi meriti vi furono una progressiva liberalizzazione del mercato e un aumento degli stipendi e una diminuzione delle ore di lavoro degli operai, nonché il permesso di indire libere consulte operaie.
Scaduto anche il mandato di Louis de Geer, il re Gustavo V lo nominò presidente del consiglio dei ministri nel febbraio 1921, e a sua volta gli succedette Karl Hjalmar Branting. Il grande, principale merito di von Sydow, che lo rese celebre in Svezia e poi nel mondo fu la precoce abolizione della pena di morte in Svezia, messa in atto nei primi mesi del suo mandato, appena nell'ottobre 1921; inoltre von Sydow diede per la prima volta nella storia svedese il permesso al Partito Socialdemocratico di aver seggi in parlamento. Dal 1917 al 1934 era stato governatore della provincia di Göteborg e Bohus, mentre nel 1934 il re lo nominò Maresciallo Reale (cioè presidente) della Camera Alta del parlamento svedese.